# Comté de Lanark
Le Comté de Lanark est un comté situé dans la province Canadienne de l'Ontario. Son Siège de comté est la ville de Perth, qui fut d'abord colonisée en 1816. La plupart des implantations européennes du comté ont commencé en 1816, lorsque les cantons de Drummond, Beckwith et Bathurst ont été nommés et développés. La première ferme au nord de la rivière Rideau a été approuvée et installée un peu plus tôt, en 1790. Le comté a pris son nom de la ville de Lanark en Écosse. Presque tous les cantons ont été nommés d'après des personnalités publiques et militaires britanniques de l'époque du début de la colonie.

## Géographie
Le comté est situé dans la sous-région du Sud de l'Ontario nommé est de l'Ontario. Géologiquement, la partie nord du comté est dans le Bouclier canadien et la partie sud-est est dans le Bassin des Grands Lacs. Le comté a deux grands cours d'eau, la rivière Mississippi et la Rivière Rideau, qui alimentent la rivière des Outaouais. Le paysage varié comprend le Bouclier Canadien (avec gneiss, granit et marbre) ainsi que des plaines de calcaire, des sables et des argiles provenant de la fonte des glaciers du dernier âge de glace.

## Subdivisions

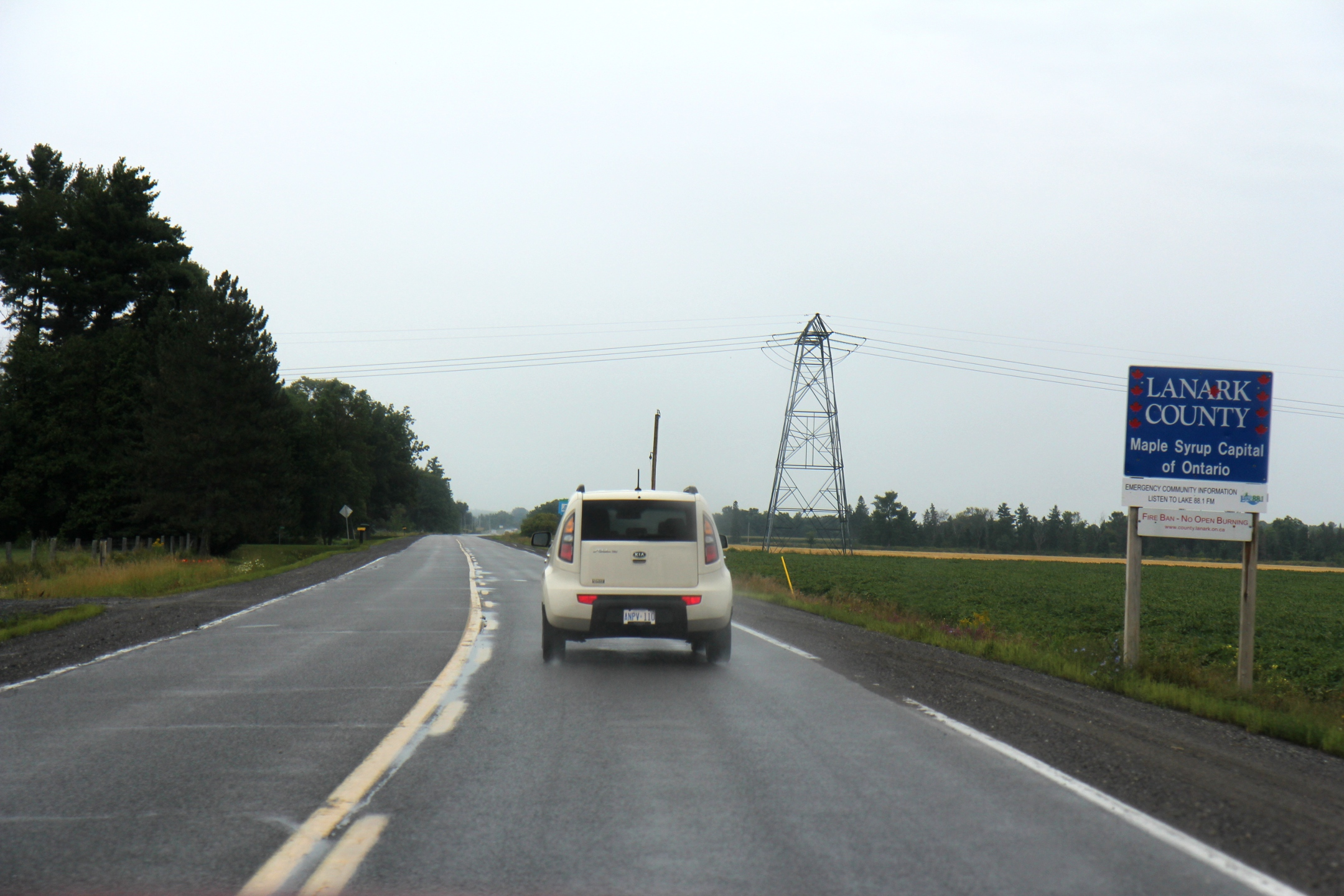
Le panneau indiquant le comté de Lanark sur l'ancienne autoroute 29 de l'Ontario

- Beckwith (canton) (canton)
- Carleton Place (ville)
- Drummond/North Elmsley (canton)
- Lanark Highlands (canton)
- Mississippi Mills (ville)
- Montaigu (canton) (canton)
- Perth (ville)
- Tay Valley (canton)

## Anciens cantons
- Bathurst (qui fait Maintenant partie de Tay Valley)
- Beckwith (existe Toujours)
- Dalhousie (qui fait Maintenant partie de Lanark Highlands)
- Chéri (qui fait Maintenant partie de Lanark Highlands)
- Drummond (qui fait Maintenant partie de Drummond/North Elmsley)
- Lanark (qui fait Maintenant partie de Lanark Highlands)
- Lavant (qui fait Maintenant partie de Lanark Highlands)
- Montague (existe Toujours)
- Nord Burgess (qui fait Maintenant partie de Tay Valley)
- North Elmsley (qui fait Maintenant partie de Drummond/North Elmsley)
- Nord Sherbrooke (Maintenant partie de Lanark Highlands)
- Pakenham (qui fait Maintenant partie de la Ville de Mississippi Mills)
- Ramsay (qui fait Maintenant partie de la Ville de Mississippi Mills)
- Sud Sherbrooke (Maintenant partie de Tay Valley)

## Démographie
Les chiffres ci-dessous sont pour la division de recensement de Lanark, qui combine le Comté de Lanark et de Smiths Falls.
Comme le recensement de 2001, il y avait 62,495 personnes, 23,905 ménages, et 18,090 familles résidant dans le comté. La densité de population était de 21 Unité « /km2 » inconnue du modèle {{Conversion}}. ( Unité « /sqmi » inconnue du modèle {{Conversion}}.). Il y a 27,781 unités de logement.
Il y avait 23,905 ménages dont 32,54 % avaient des enfants vivant avec eux, 32,54 % étaient des couples mariés vivant ensemble, 23,32 % sont des ménages d'une personne, et 12,31 % sont les autres types de ménages.
Dans le comté, la population a été étalée avec 19,68 % de moins de 15 ans, 11,78 % de 15 à 24 ans, 27,39 % de 25 à 44 ans, 25,85 % de 45 à 64 ans, et de 15,28 % qui étaient âgés de 65 ans ou plus. L'âge médian était de 40 ans.
Le revenu médian pour un ménage dans le comté était de 49,701 $, et le revenu médian pour une famille était de 56,873 $. Les hommes ont un revenu moyen de 45,494 $ par rapport à 33,525 pour les femmes.

## L'économie
Le comté est un des plus importants centres de production de sirop d'érable en Ontario et se décrit comme "la capitale du sirop d'érable de l'Ontario".[réf. nécessaire].